# Lepanthes pumila
Lepanthes pumila är en orkidéart som beskrevs av Charles Schweinfurth. Lepanthes pumila ingår i släktet Lepanthes och familjen orkidéer.
Artens utbredningsområde är Peru. Inga underarter finns listade i Catalogue of Life.